# Scytodes adisi
Espèce
Scytodes adisi est une espèce d'araignées aranéomorphes de la famille des Scytodidae.

## Distribution
Cette espèce est endémique du Mato Grosso au Brésil,. Elle se rencontre vers Nossa Senhora do Livramento.

## Description
Le mâle holotype mesure 2,9 mm et la femelle paratype 3,8 mm.

## Étymologie
Cette espèce est nommée en l'honneur de Joachim Adis (1950 – 2007).

## Publication originale
- Rheims & Brescovit, 2009 : New additions to the Brazilian fauna of the genus Scytodes Latreille (Araneae: Scytodidae) with emphasis on the Atlantic Forest species. Zootaxa, no 2116, p. 1-45.